# Commander: Napoleon at War
Commander: План Наполеона (англ. Commander: Napoleon at War) — вторая игра из серии пошаговых стратегий Commander.
Действие игры происходит в эпоху Наполеоновских войн, с 1805 по 1815 годы, в Европе и Восточной Африке. В игру включено восемь кампаний, основанных на исторических событиях XIX века:
- Первая австрийская кампания (1805)
- Прусская кампания (1806)
- Польская кампания Наполеона (1806—1807)
- Сражения 1808—1814 годов
- Вторая австрийская кампания (1809)
- Саксонская кампания (1813)
- Битва за Францию (1814)
- «Сто дней». Битва при Ватерлоо (1815)

## Особенности игры
Игроку предоставляется возможность играть как за Францию, так и за союзников (Россия, Англия, Австрия и Пруссия). Существует возможность захватывать нейтральные государства, устанавливать маршруты торговли, организовывать рейды на корабли и линии снабжения противника, возводить оборонительные укрепления. В игре представлено двенадцать видов войск (ополчение, два вида пехоты, два вида кавалерии, артиллерия и флот), такие полководцы, как Блюхер, Веллингтон, Ней, Кутузов и другие. Игрок может развивать технологии, проводя как мирные, так и военные исследования.